# 京兆府路
京兆府路，金朝时设置的路。
金熙宗皇统二年（1142年），金国设置京兆府路，治所在京兆府（今陕西省西安市），辖境包括今陕西省武功县以东，韩城市、乾县、铜川市以南，首阳山、镇安县、社川河以东、以北。河南省卢氏县、虢略镇、朱阳关。
下辖京兆府（陕西西安市）、商州（陕西商洛市）、虢州（河南灵宝市）、乾州（陕西乾县）、同州（陕西大荔县）、耀州（陕西耀县）、华州（陕西华县）。蒙古帝国废除。

## 长官
金朝
关于金朝的京兆府路兵马都总管兼京兆尹，参见京兆府